# Otto Kruger
Otto Kruger (* 6. September 1885 in Toledo, Ohio; † 6. September 1974 in Woodland Hills, Los Angeles, Kalifornien) war ein US-amerikanischer Schauspieler.

## Leben und Karriere
Otto Krüger wurde als Großneffe des langjährigen südafrikanischen Präsidenten Paul Kruger geboren und war deutscher Herkunft. Er versuchte sich im Kindesalter zunächst als Musiker, dann als Schauspieler. Im Alter von 15 Jahren trat er erstmals am Broadway auf und hatte dort bald größeren Erfolg. 1915 gab Kruger in The Runaway Wife in einer kleinen Nebenrolle sein Filmdebüt. In den 1930er-Jahren erreichte Kruger die Höhe seiner Popularität und trat unter anderem an der Seite von Myrna Loy in Der Boxer und die Lady auf, mit der er 1939 auch in Dünner Mann, 3. Fall spielte. Vornehmlich verkörperte Kruger in Filmen elegante Schurken oder Autoritätsfiguren, gelegentlich hatte er jedoch auch sympathischere Rollen. Er wirkte mehrheitlich in Thrillern und Melodramen mit, unternahm aber mit Draculas Tochter (1936) auch einen Ausflug ins Horrorgenre. In Draculas Tochter übernahm Krüger die Hauptrolle des Psychologen Jeffrey Garth, der sich gegen die geheimnisvolle Tochter Draculas wehren muss.
In dem Alfred-Hitchcock-Thriller Saboteure verkörperte er im Jahre 1942 die Schurkenrolle des reichen Ranchbesitzers Charles Tobin, der zunächst als respektabler Bürger erscheint, aber gleichzeitig mit den Nationalsozialisten zusammenarbeitet. Zwei Jahre später war Kruger in Es tanzt die Göttin zu sehen, der als Verleger seine alte Jugendliebe in Rita Hayworths Figur wiedererkennt. 1952 spielte er in Fred Zinnemanns Westernklassiker Zwölf Uhr mittags den Friedensrichter Percy Kittrick, der vor einer Gruppe von Banditen aus der Stadt flüchtet. Zwei Jahre später verkörperte Kruger die Rolle des Malers Edward Randolph in Douglas Sirks Melodram Die wunderbare Macht neben Jane Wyman und Rock Hudson. Kruger trat auch in einigen Fernsehserien wie Dr. Kildare (1962) oder Bonanza (1963) auf, bevor er sich 1964 ins Privatleben verabschiedete.
Otto Kruger starb im Jahre 1974 an seinem 89. Geburtstag nach mehreren Schlaganfällen. Er war seit 1920 mit der Theaterschauspielerin Sue MacManamy verheiratet, ihre gemeinsame Tochter Ottilie Kruger (1926–2005) wurde ebenfalls Schauspielerin.

## Ehrungen
Kruger hat zwei Sterne auf dem „Hollywood Walk of Fame“, für Spielfilme auf der Vine Street 1735 und für Fernsehfilme auf dem Hollywood Boulevard 6331.

## Filmografie (Auswahl)
- 1915: A Mother’s Confession
- 1923: Under the Red Robe
- 1933: Herz zu verschenken (Beauty for Sale)
- 1933: Der Boxer und die Lady (The Prizefighter and the Lady)
- 1934: In goldenen Ketten (Chained)
- 1934: Die Schatzinsel (Treasure Island)
- 1935: Vanessa: Her Love Story
- 1936: Draculas Tochter (Dracula’s Daughter)
- 1937: They Won’t Forget
- 1939: Stunde Null (The Zero Hour)
- 1939: Dünner Mann, 3. Fall (Another Thin Man)
- 1940: Paul Ehrlich – Ein Leben für die Forschung (The Magic Bullet)
- 1940: Ein Mann mit Phantasie (A Dispatch from Reuters)
- 1941: Mercy Island
- 1941: Roman einer Tänzerin (The Men in Her Life)
- 1942: Saboteure (Saboteur)
- 1942: Friendly Enemies
- 1943: Tarzan, Bezwinger der Wüste (Tarzan’s Desert Mystery)
- 1943: Corregidor
- 1943: Hitler’s Children
- 1944: Knickerbocker Holiday
- 1944: Es tanzt die Göttin (Cover Girl)
- 1944: Murder, My Sweet
- 1945: Earl Carroll Vanities
- 1945: Der Wundermann (Wonder Man)
- 1946: Duell in der Sonne (Duel in the Sun)
- 1948: Lulu Belle
- 1950: Der Henker saß am Tisch (711 Ocean Drive)
- 1951: Die Ehrgeizige (Payment on Demand)
- 1951: Valentino – Liebling der Frauen (Valentino)
- 1952: Zwölf Uhr mittags (High Noon)
- 1954: Die Spinne (Black Widow)
- 1954: Die wunderbare Macht (Magnificent Obsession)
- 1955: Die Barrikaden von San Antone (The Last Command)
- 1955–1956: Lux Video Theatre (Fernsehserie, 38 Folgen) (als Moderator)
- 1958: Der Koloss von New York (The Colossus of New York)
- 1959: Der Mann aus Philadelphia (The Young Philadelphians)
- 1961–1964: Perry Mason (Fernsehserie, 4 Folgen)
- 1962: Die Wunderwelt der Gebrüder Grimm (The Wonderful World of the Brothers Grimm)
- 1963: Bonanza (Fernsehserie, 1 Folge)
- 1964: … und ledige Mädchen (Sex and the Single Girl)